# ریاض مزهر
ریاض مزهر (انگلیسی: Riyadh Mezher) بازیکن فوتبال اهل عراق بود.
وی همچنین در تیم ملی فوتبال عراق بازی کرده‌است.